# Раднички покрет
Раднички покрет је колективна акција радничке класе у борби за побољшање услова рада од стране њихових послодаваца и влада. Организације организованог радничког покрета су синдикати формирани у сврху представљања интереса радника и радничке класе.

## Историјат
Раднички покрет настао је с развојем индустријске револуције, али су у његовим почецима власници фабрика на све начине настојали да сузбију организовање радника. Раздобље с краја 18. и почетком 19. века било је обележено убиствима радничких вођа који су оснивали синдикате, чин који је тада био противзаконит. Упркос томе, организације које су деловале унутар покрета биле су све бројније и организованије. Оснивање Прве интернационале у Лондону 1864. године био је први покушај окупљања радничких организација под управу једног међународног тела. Тада су неки од најважнијих циљева радника били право на самоорганизовање и осмочасовно радно време. Велики значај за раднички покрет 19. века имало је оснивање Париске комуне 1871. године. Борбу за радничка права промовисале су све левичарске групације зависно од периода када су се појавиле на историјској сцени, попут анархиста, социјалдемократа, социјалиста и комуниста.
Многобројне акције радничког покрета довеле су до остварења одређених радничких права у већини света, попут права на одмор током викенда, минималну плату, плаћене годишње одморе и обезбеђење осмочасовног радног времена.

## Радничке партије
Корени програма и деловања савремених радничких партија потичу из раздобља организовања првих радничких организација током 19. века, као што је био Чартистички покрет у Великој Британији. Након Октобарске револуције 1917, формирана је Трећа или Комунистичка интернационала, након чега су борбу за радничка права револуционарним путом у свој програм усвојиле и комунистичке партије.